# FDGB-Pokal der Jugend 1953
Der FDGB-Pokal der Jugend 1953 war die 2. Auflage des Fußball-Pokalwettbewerbs für die besten Mannschaften der Sportvereinigungen in der Altersklasse 17/18 auf dem Gebiet der DDR, der vom FDGB veranstaltet und von der Sektion Fußball in der DDR durchgeführt wurde. Der Pokalsieger wurde wie im Vorjahr in einem Endrundenturnier ermittelt, das vom 27. bis 30. August 1953 in Karl-Marx-Stadt stattfand. Im Gegensatz zum Vorjahr wurde der Pokal der besten Fußballmannschaft gestiftet, den die BSG Motor-Ost Halle gewann, die sich im Finale gegen die BSG Rotation Dresden durch setzte. Der Sieger der Gesamtwertung (sportliches Abschneiden, diszipliniertes Verhalten, Anfertigen einer Wandzeitung, gute Leistungen beim Leichtathletiktest und Anzahl der Träger des Sportleistungsabzeichen), im Vorjahr noch Pokalsieger, erhielt in diesem Jahr einen Ehrenpreis, den die BSG Fortschritt Forst erhielt.

## Teilnehmende Mannschaften
Am FDGB-Pokal der Jugend (A-Jugend) für die Altersklasse (AK) 17/18 nahmen die Sieger bzw. dessen Vertreter von 15 Sportvereinigungen auf dem Gebiet der DDR und der Pokalverteidiger teil. Spielberechtigt waren Spieler bis zum 18. Lebensjahr (Stichtag: 1. August 1935).
Folgende Mannschaften qualifizierten sich für den FDGB-Pokal der Jugend:
| - Aktivist BSG Aktivist Roitzsch - Aufbau BSG Aufbau Aue-Bernsbach - Chemie BSG Chemie Jena Jena erschien erst nachdem ersten Turniertag - Einheit BSG Einheit Wismar - Empor BSG Empor Halle | - Fortschritt BSG Fortschritt Forst - Lokomotive BSG Lokomotive Frankfurt - Medizin BSG Medizin Bad Wilsnack - Motor BSG Motor-Ost Halle - Post BSG Post Schwerin | - Rotation BSG Rotation Dresden - Stahl BSG Stahl Thale - Traktor BSG Traktor Herzberg - Turbine BSG Turbine Neubrandenburg - Wismut BSG Wismut Neuwürschnitz - Wissenschaft HSG Wissenschaft Halle |
| BSG Motor Limbach-Oberfrohna (Pokalverteidiger) | | |

## Modus
In der Vorrunde wurden die Spiele in vier Staffeln zu je vier Mannschaften nach dem Modus „Jeder gegen Jeden“ in einer einfachen Runde ausgetragen. Die vier Staffelsieger ermittelten ab dem Halbfinale den Pokalsieger.

## Vorrunde

### Staffel I
Spiele
|                          | Ergebnis |                          |
| ------------------------ | -------- | ------------------------ |
| BSG Fortschritt Forst    | 1:0      | BSG Medizin Bad Wilsnack |
| BSG Empor Halle          | 1:1      | BSG Post Schwerin        |
| BSG Medizin Bad Wilsnack | 0:2      | BSG Post Schwerin        |
| BSG Fortschritt Forst    | 3:1      | BSG Empor Halle          |
| BSG Fortschritt Forst    | 2:0      | BSG Post Schwerin        |
| BSG Medizin Bad Wilsnack | 1:0      | BSG Empor Halle          |

Abschlusstabelle
| Pl. | Mannschaft               | Sp. | S | U | N | Tore    | Quote | Punkte |
| --- | ------------------------ | --- | - | - | - | ------- | ----- | ------ |
| 1.  | BSG Fortschritt Forst    | 3   | 3 | 0 | 0 | 006:100 | 6,00  | 06:0   |
| 2.  | BSG Post Schwerin        | 3   | 1 | 1 | 1 | 003:300 | 1,00  | 03:30  |
| 3.  | BSG Medizin Bad Wilsnack | 3   | 1 | 0 | 2 | 001:300 | 0,33  | 02:40  |
| 4.  | BSG Empor Halle          | 3   | 0 | 1 | 2 | 002:500 | 0,40  | 01:50  |

### Staffel II
Spiele
|                        | Ergebnis |                          |
| ---------------------- | -------- | ------------------------ |
| BSG Motor-Ost Halle    | 4:0      | BSG Traktor Herzberg     |
| HSG Wissenschaft Halle | 1:0      | BSG Wismut Neuwürschnitz |
| BSG Traktor Herzberg   | 0:0      | BSG Wismut Neuwürschnitz |
| BSG Motor-Ost Halle    | 1:0      | HSG Wissenschaft Halle   |
| BSG Motor-Ost Halle    | 0:0      | BSG Wismut Neuwürschnitz |
| BSG Traktor Herzberg   | 0:2      | HSG Wissenschaft Halle   |

Abschlusstabelle
| Pl. | Mannschaft               | Sp. | S | U | N | Tore    | Quote | Punkte |
| --- | ------------------------ | --- | - | - | - | ------- | ----- | ------ |
| 1.  | BSG Motor-Ost Halle      | 3   | 2 | 1 | 0 | 005:000 | ∞     | 05:10  |
| 2.  | HSG Wissenschaft Halle   | 3   | 2 | 0 | 1 | 003:100 | 3,00  | 04:20  |
| 3.  | BSG Wismut Neuwürschnitz | 3   | 0 | 2 | 1 | 000:100 | 0,00  | 02:40  |
| 4.  | BSG Traktor Herzberg     | 3   | 0 | 1 | 2 | 000:600 | 0,00  | 01:50  |

### Staffel III
Spiele
|                              | Ergebnis |                            |
| ---------------------------- | -------- | -------------------------- |
| BSG Motor Limbach-Oberfrohna | 0:1      | BSG Aktivist Roitzsch      |
| BSG Lokomotive Frankfurt     | 0:0      | BSG Turbine Neubrandenburg |
| BSG Aktivist Roitzsch        | 2:0      | BSG Turbine Neubrandenburg |
| BSG Motor Limbach-Oberfrohna | 0:0      | BSG Lokomotive Frankfurt   |
| BSG Motor Limbach-Oberfrohna | 3:1      | BSG Turbine Neubrandenburg |
| BSG Aktivist Roitzsch        | 0:0      | BSG Lokomotive Frankfurt   |

Abschlusstabelle
| Pl. | Mannschaft                   | Sp. | S | U | N | Tore    | Quote | Punkte |
| --- | ---------------------------- | --- | - | - | - | ------- | ----- | ------ |
| 1.  | BSG Aktivist Roitzsch        | 3   | 2 | 1 | 0 | 003:000 | ∞     | 05:10  |
| 2.  | BSG Motor Limbach-Oberfrohna | 3   | 1 | 1 | 1 | 003:200 | 1,50  | 03:30  |
| 3.  | BSG Lokomotive Frankfurt     | 3   | 0 | 3 | 0 | 000:000 | 1,00  | 03:30  |
| 4.  | BSG Turbine Neubrandenburg   | 3   | 0 | 1 | 2 | 001:500 | 0,20  | 01:50  |

### Staffel IV
Spiele
|                          | Ergebnis |                          |
| ------------------------ | -------- | ------------------------ |
| BSG Rotation Dresden     | 4:0      | BSG Aufbau Aue-Bernsbach |
| BSG Einheit Wismar       | 1:3      | BSG Stahl Thale          |
| BSG Aufbau Aue-Bernsbach | 0:4      | BSG Stahl Thale          |
| BSG Rotation Dresden     | 3:0      | BSG Einheit Wismar       |
| BSG Rotation Dresden     | 1:1      | BSG Stahl Thale          |
| BSG Aufbau Aue-Bernsbach | 2:0      | BSG Einheit Wismar       |

Abschlusstabelle
| Pl. | Mannschaft               | Sp. | S | U | N | Tore    | Quote | Punkte |
| --- | ------------------------ | --- | - | - | - | ------- | ----- | ------ |
| 1.  | BSG Rotation Dresden     | 3   | 2 | 1 | 0 | 008:100 | 8,00  | 05:10  |
| 2.  | BSG Stahl Thale          | 3   | 2 | 1 | 0 | 008:200 | 4,00  | 05:10  |
| 3.  | BSG Aufbau Aue-Bernsbach | 3   | 1 | 0 | 2 | 002:800 | 0,25  | 02:40  |
| 4.  | BSG Einheit Wismar       | 3   | 0 | 0 | 3 | 001:800 | 0,13  | 0:60   |

## Halbfinale
| Datum         |                       | Ergebnis |                      |
| ------------- | --------------------- | -------- | -------------------- |
| Sa 29. August | BSG Fortschritt Forst | 0:3      | BSG Motor-Ost Halle  |
| Sa 29. August | BSG Aktivist Roitzsch | 1:4      | BSG Rotation Dresden |

## Spiel um Platz 3
| Datum         |                       | Ergebnis |                       |
| ------------- | --------------------- | -------- | --------------------- |
| So 30. August | BSG Fortschritt Forst | 5:3      | BSG Aktivist Roitzsch |

## Finale
| Datum                                          |                     | Ergebnis  |                      |
| ---------------------------------------------- | ------------------- | --------- | -------------------- |
| So 30. August                                  | BSG Motor-Ost Halle | 3:1 (0:1) | BSG Rotation Dresden |
| 0:1 Lebel, 1:1 Stiller, 2:1 Stütz, 3:1 Stiller |                     |           |                      |